# Citlalicue
Citlalicue est, dans la mythologie aztèque, la déesse de la Voie lactée. Épouse de Citlaltonac. Ce couple de dieux est parfois associé au premier couple d’êtres humains, Nata et Nena,. 